# Neosiluroides cooperensis
Neosiluroides cooperensis är en fiskart som beskrevs av Allen och Feinberg, 1998. Neosiluroides cooperensis ingår i släktet Neosiluroides och familjen Plotosidae. Inga underarter finns listade i Catalogue of Life.